# 720 (szám)
A 720 (római számmal: DCCXX) egy természetes szám, faktoriális, az első hat pozitív egész szám szorzata.

## A szám a matematikában
A tízes számrendszerbeli 720-as a kettes számrendszerben 1011010000, a nyolcas számrendszerben 1320, a tizenhatos számrendszerben 2D0 alakban írható fel.
A 720 páros szám, összetett szám, kanonikus alakban a 24 · 32 · 51 szorzattal, normálalakban a 7,2 · 102 szorzattal írható fel. Erősen összetett szám: több osztója van, mint bármely nála kisebb számnak. Az első olyan szám, amelynek pontosan 30 osztója van, ezek növekvő sorrendben: 1, 2, 3, 4, 5, 6, 8, 9, 10, 12, 15, 16, 18, 20, 24, 30, 36, 40, 45, 48, 60, 72, 80, 90, 120, 144, 180, 240, 360 és 720.
Erősen bővelkedő szám: osztóinak összege nagyobb, mint bármely nála kisebb pozitív egész szám osztóinak összege. Szuperbővelkedő szám.
Erősen tóciens szám: bármely nála kisebb számnál többször szerepel a φ(x) függvényértékek között.
A 720 a hat legkisebb pozitív egész szám szorzata (a 6 faktoriálisa), azaz 6! = 720.
A 720 négyzete 518 400, köbe 373 248 000, négyzetgyöke 26,83282, köbgyöke 8,96281, reciproka 0,0013889. A 720 egység sugarú kör kerülete 4523,89342 egység, területe 1 628 601,632 területegység; a 720 egység sugarú gömb térfogata 1 563 457 566,4 térfogategység.